# Capparis pubiflora
Capparis pubiflora är en kaprisväxtart som beskrevs av Dc. Capparis pubiflora ingår i släktet Capparis och familjen kaprisväxter. Inga underarter finns listade i Catalogue of Life.